# Joachim Huppelsberg
Joachim Huppelsberg (* 2. Februar 1907 in Brüssel; † 15. März 1988 in Lemgo) war ein deutscher Übersetzer, Essayist und Lyriker.

## Leben
Huppelsberg war der Sohn eines Fabrikanten. Er besuchte nach dem Realgymnasium die Höhere Fachschule für Textilindustrie und die Werkkunstschule in Barmen. Danach arbeitete er beim Amtsgericht Wuppertal-Barmen und begann in dieser Zeit mit schriftstellerischen Arbeiten, insbesondere Übersetzungen aus dem Französischen. Nach dem Kriegsdienst von 1939 bis 1945 und der Entlassung aus englischer Kriegsgefangenschaft 1946 ließ er sich in Alverdissen nieder und begann als freier Übersetzer zu arbeiten. 1951 wurde er Leiter der Volkshochschule in Lemgo, 1972 wurde er pensioniert. Huppelsberg war mit der Malerin Anne Huppelsberg verheiratet. 1988 ist er in Lemgo im Alter von 81 Jahren gestorben.
Huppelsberg war durch seine Essays und vor allem durch seine Übersetzungen von Bedeutung für die Rezeption französischer Literatur im Nachkriegsdeutschland. Er übersetzte Francis Jammes, Maurice de Guérin, Alphonse de Lamartine und Honoré de Balzac ins Deutsche, wobei die Nachdichtung der Elegien von Francis Jammes diesen Autor erstmals in Deutschland bekannt machte.
1949 erschien ein Essay Huppelsbergs über Rainer Maria Rilke, der vom Verlag gegen seinen Wunsch als Biografie deklariert wurde.
Darüber hinaus erschienen in der symbolistischen Tradition stehende Gedichte Huppelsbergs in verschiedenen Zeitschriften.

## Werke
- Rainer Maria Rilke. Biographie. München 1949.
- Nachdichtungen. In: Flora Klee-Palyi (Hg.): Anthologie der französischen Dichtung von Nerval bis zur Gegenwart. 2 Bde. Wiesbaden 1951–1953.
- Lemgo, die alte Hansestadt. Eine Bildchronik. Fotografien von Heinrich Gräfenstein. Lemgo 1961.
- Lemgoer Kirchen. Lippische Sehenswürdigkeiten, Heft 4. Lemgo 1977.
- Lemgo. Gegenwart einer historischen Stadt. Fotografien von Heinrich Gräfenstein. Bielefeld 1980, ISBN 3-7694-0712-1.
- Karl Junker. Architekt, Holzschnitzer, Maler. 1850–1912. Lemgo 1985, ISBN 3-921428-48-3.

Übersetzungen
- Francis Jammes: Elegien. Deutsch und französisch. Düsseldorf 1948.
- Maurice de Guérin: Dichtungen, Tagebücher und Briefe. Krefeld 1949.
- Alphonse de Lamartine: Graziella. Braunschweig 1947.
- Honoré de Balzac: Physiologie der Ehe oder eklektische Betrachtungen über eheliches Glück und Unglück. Krefeld 1951.
- Georg Nockemann: Hermannsdenkmal. Lippische Sehenswürdigkeiten, Heft 3. Lemgo 1975 (Text der französischen Ausgabe von Huppelsberg).